# Lincoln (Alabama)
Pour les articles homonymes, voir Lincoln.
La ville américaine de Lincoln est située dans le comté de Talladega, dans l’État de l’Alabama. Lors du recensement de 2010, sa population s’élevait à 6 266 habitants.

## Démographie
| 1920 | 1930 | 1940 | 1950 | 1960 | 1970  |
| ---- | ---- | ---- | ---- | ---- | ----- |
| 498  | 429  | 420  | 547  | 629  | 1 127 |

| 1980  | 1990  | 2000  | 2010  | - | - |
| ----- | ----- | ----- | ----- | - | - |
| 2 081 | 2 941 | 4 577 | 6 266 | - | - |

## Source
- (en) Cet article est partiellement ou en totalité issu de l’article de Wikipédia en anglais intitulé « Lincoln, Alabama » (voir la liste des auteurs).